# ماساتو کوجیما
ماساتو کوجیما (انگلیسی: Masato Kojima؛ زادهٔ ۱۷ سپتامبر ۱۹۹۶) بازیکن فوتبال اهل ژاپن است.